# Copa Mundial de Sóftbol Femenino Sub-18 de 2021
La  Copa Mundial de Sóftbol Femenino Sub-18 de 2021 fue la  edición del torneo mundial de sóftbol femenino organizado por la Confederación Mundial de Béisbol y Sóftbol, disputado en la ciudad de Lima, Perú, del 6 al 12 de diciembre de 2021.
Se llevó a cabo en el Complejo Deportivo de Villa María del Triunfo, ubicado en el distrito del mismo nombre, al sur de Lima.
Participaron los equipos de Estados Unidos, China Taipéi, Países Bajos, Puerto Rico, Perú, México, Colombia y República Checa.